# 張潑
張潑（1584年—1638年），榜名张自悟，登第后从父命复名张泼，字見心，號孝泉、念山，晚号悔庵，山东济南府乐陵县军籍，明朝政治人物。

## 生平
张泼生于万历十二年三月二十八日，幼孤，九岁入学，十七岁游庠，二十三岁中萬曆三十四年（1606年）丙午科山东乡试第七名举人，三十五年（1607年）丁未科进士，都察院观政，本年六月授北直曲周知县，四十二年考选，泰昌元年授浙江道御史，光宗驾崩，熹宗为李选侍所持，张泼与杨涟、左光斗、惠世扬等人发起移宫之议，李选侍被迫移出乾清宫。本年河东巡盐，天启三年掌河南道印，四年升太仆寺少卿，五年削籍为民。崇祯元年起太仆寺少卿，管光禄寺丞事，升太仆卿，管东路。二年升都察院右副都御史、河南巡抚，召对平台，稱卿盖异数云。未任感疾，告归养病。居林下九年，心未尝不在朝廷。卒于崇祯十一年正月初六日，年五十五。著有《竭力艸》、《臆谏草》、《庚申纪事》等书。

## 家族
曾祖张焕。祖父张平，壽官。父张凤岚为庠生，被诬入狱而死。嫡母鄭氏，生母董氏。慈侍下。兄张渫（把总）、张漽（把总）、张活（把总）。